# Shinichi Kudo
Pour les articles homonymes, voir Kudo.

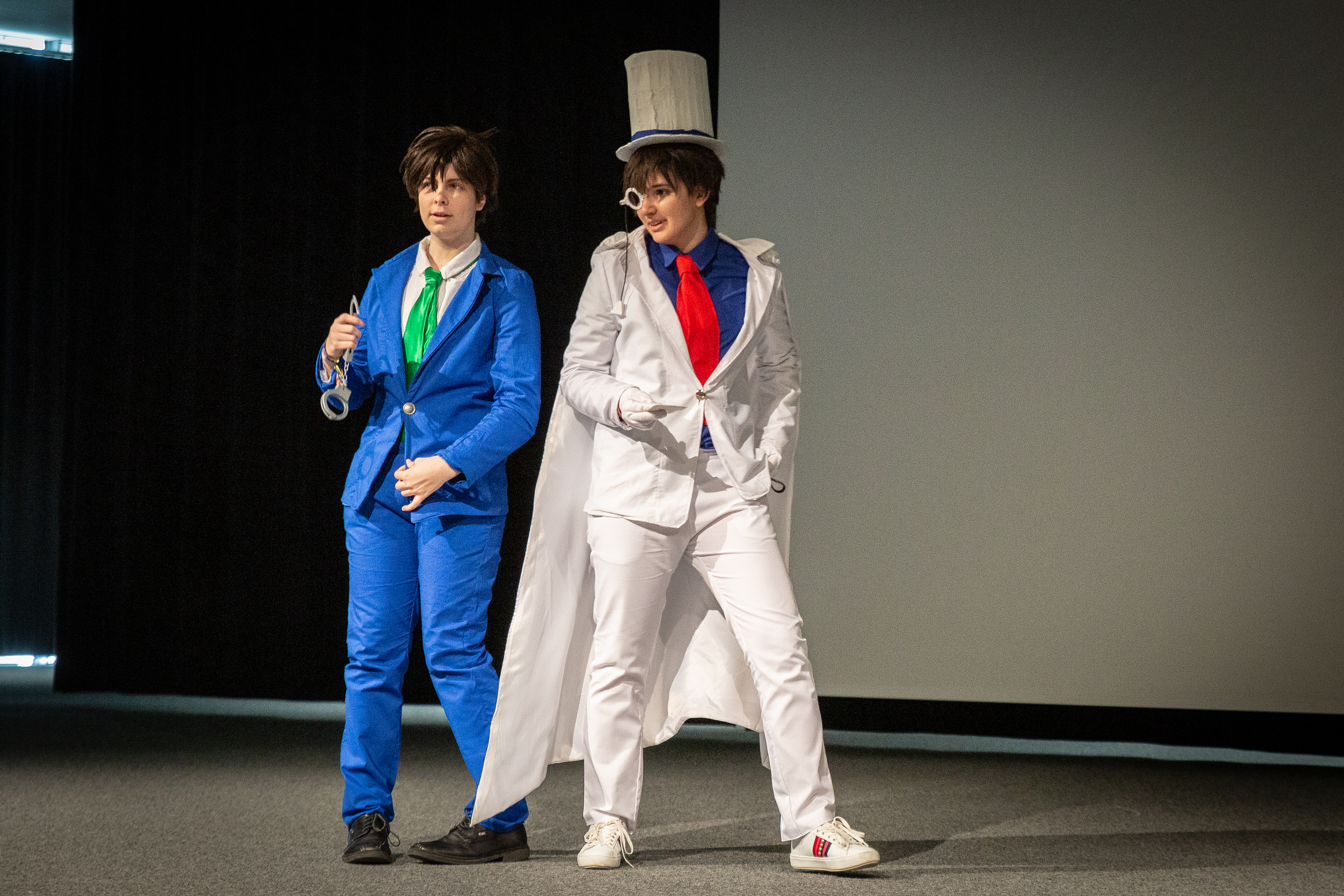
Thalia et Camou présentent Kaito Kid et Kaito Kuroba (Détective Conan). Concours cosplay groupes. Convention Japan Impact, 17 février 2019, EPFL (Suisse).

Shinichi Kudo est le narrateur, détective lycéen et personnage principal du manga et animé Détective Conan. Lors d'une virée au parc d'attractions avec son amie d'enfance (amour secret et plus tard petite amie) Ran Mouri, Shinichi découvre que deux hommes en noir appartenant à une organisation secrète criminelle se livrent à d'étranges trafics. Assommé par l'un d'eux, il est alors forcé d'ingérer un poison mystérieux, l'APTX 4869, qui le fait rajeunir et rétrécir physiquement de plus de dix ans en arrière ! Shinichi se fait alors passer pour un jeune écolier, Conan Edogawa, afin d'enquêter incognito sur ses assaillants et leur consortium, se servant pour cela de ses prodigieux talents de déduction. Il part également habiter chez Ran, dont le père, un détective raté, acquiert subitement une renommée internationale grâce à l'intelligence de Conan. Ce faisant, Shinichi espère ainsi faire mettre les Hommes en Noir sous les verrous, et trouver un antidote qui lui redonnera sa taille normale.

## Histoire
Shinichi est un lycéen tokyoïte de 16-17 ans, qui étudie au Lycée Teitan (Tivedétec). Il a acquis une petite notoriété en aidant la police à résoudre des affaires ultra-complexes. Shinichi est le fils de Yusaku Kudo, auteur de romans policiers et à mystères, et de Yukiko Fujimine-Kudo, ancienne vedette de cinéma.
Il fait connaissance avec Ran à la maternelle, et sa précocité intellectuelle lui fait déjà remarquer des choses étranges se tramant à l'école - déjà perçues par son père à l'époque - à savoir le projet d'enlèvement de Ran. Le rapt échoue finalement, et l'amitié entre Shinichi et Ran est figée à jamais, le premier défendant la seconde contre ceux qui l'embêtaient. Dans leur enfance, Ran et Shinichi se sont rendus avec leurs parents à un spectacle du célèbre magicien Motoyasu Tsukumo, et se sont même fait photographier avec lui.
L'histoire commence quand Shinichi répond enfin à la proposition de Ran d'aller ensemble à "Tropical Land", un parc d'attractions gigantesque, pour fêter sa récente victoire dans un championnat de karaté. Au cours de leur venue, un meurtre a lieu, et Shinichi résout l'affaire, mais soupçonne deux mystérieux hommes en noir (les futurs Gin et Vodka) de tramer quelque chose de louche - quoiqu'ils n'étaient pas les coupables dans l'affaire. Il les suit ainsi discrètement, laissant Ran repartir seule chez elle. Là, il réalise que les deux hommes faisaient chanter un PDG, venu expressément au parc pour leur remettre une mallette d'argent. Cependant, Shinichi se fait violemment assommer par l'un des mafieux, et décide de le "tuer" en lui faisant ingérer un curieux poison, l'APTX 4869, réputé ne laisser aucune trace, et qui a rarement été testé par le passé. Mais au lieu de tuer Shinichi, le poison provoque un effet secondaire très rare, et le rapetisse physiquement, au point que Shinichi ressemble désormais à un enfant de 6 ans.

### Conan Edogawa
Il parvient à échapper à la sécurité du parc, qui voulait appeler l'assistance publique et la police, et fuit jusque chez lui. Il tombe alors sur son voisin et proche ami de la famille, le Professeur Agasa, à qui il parvient difficilement à expliquer la situation. Ils se rendent ensuite chez Shinichi pour discuter de la situation et de la suite. Selon Agasa, la meillure chose à faire pour lui est de ne rien dire, faute de quoi l'Organisation le tuera lui et tous ses proches si jamais ils découvrent le pot aux roses.
C'est alors que Ran débarque, inquiète de ne pas avoir de nouvelles de Shinichi, et un peu suspicieuse. Elle tombe alors sur Shinichi enfant, mais celui-ci, ayant chaussé les lunettes de son père, se fait passer pour un jeune ami d'Agasa, "Conan Edogawa", en regardant les nombreux polars de la bibliothèque (Arthur "Conan" Doyle, l'auteur de Sherlock Holmes, dont Shinichi est fan ; et Ranpo "Edogawa", l'auteur du célèbre limier japonais Kogoro Akechi). Agasa qui, justement, a l'idée de placer Conan quelque temps chez les Mouri, la famille de Ran, afin de dissiper tout soupçon. Il se trouve que le père de Ran, Kogoro Mouri, tient une agence de détective et vit seul avec sa fille, ce qui permettra à Conan d'avoir davantage d'opportunités pour enquêter sur les Hommes en Noir.
C'est ainsi que Conan, endormant et prenant la voix de Kogoro avec son noeud-papillon-modulateur, lui fait résoudre de multiples enquêtes, dans l'espoir d'en savoir un jour plus sur l'Organisation, et trouver un antidote. Agasa, Sonoko, Heiji ou même Yamamura prêtent aussi parfois leur voix à Conan, sans le savoir pour la plupart, lors des enquêtes. Il lui arrivera aussi d'appeler directement la police en utilisant la voix de Shinichi pour donner plus de crédit à ses affirmations. Ironiquement, il demandera alors à ce que son identité ne soit jamais révélée, par contraste vis-à-vis de son comportement d'antan, orgueilleux et assoiffé de reconnaissance.
Dans le même temps, pour protéger plus encore son identité, Conan doit retourner à l'école et jouer au petit garçon - Agasa l'inscrit dans son établissement d'enfance, l'École Teitan (Tivedétec), en CP, où il rencontre Ayumi, Genta et Mitsuhiko, avec qui il sympathise et résout plusieurs enquêtes (ce qui aboutira à la création d'un club, celui des Détectives Juniors), ce qui lui permettra aussi de les tenir à distance de ses affaires et du danger. Le groupe sera plus tard rejoint par Ai Haibara, alias Shiho Miyano, la créatrice de l'APTX 4869, ayant elle aussi rapetissé.

## Personnalité
Au début de la série, Shinichi est un jeune détective brillant et renommé, alors qu'il n'a même pas quitté le lycée. "Le Sauveur de la police" démêle en effet presque toutes les complexités qui échappent aux enquêteurs. Son intelligence, son QI et sa précocité sont extrêmes - tout comme ses parents d'ailleurs. Très jeune déjà, il était particulièrement intuitif et observateur. Sous l'influence de son père et d'un cadre éducatif assez souple, Shinichi passait son temps à lire, et en particulier les romans à mystère de Yusaku. Ce dernier, d'ailleurs, n'hésitait pas à emmener son fils sur des scènes de crime - car lui aussi donnait un coup de main à la police autrefois - ce qui lui donna envie de devenir détective. Shinichi est d'un naturel froid, sec et tranchant en apparence, ce qui peut aussi lui donner des airs arrogants et discourtois lui et apparaît comme une personne impolie n'hésitant pas à traiter les aînés ou les camarades de classe et amis de « Barou ! » (Idiots en japonais) . Il peut être parfois égoïste . Il se précipite pour résoudre les affaires lui-même et laisse les Detective Boys derrière lui, à leur grande frustration et déception parce qu'ils veulent aider.
Mais en réalité, la vie humaine et ses sentiments lui sont chers, refusant de comprendre le meurtre et même le suicide - ainsi, lorsqu'il ne parvient pas à empêcher une tragédie, cela le meurtrit. Son coeur est également bien plus grand qu'on le pense, et les émotions des autres ne lui sont pas indifférentes. C'est pour cela que, contrairement même à ses exigences en matière de vérité, il n'hésite pas à cacher certaines choses, afin de préserver les gens du choc d'une réalité trop brute et difficile à supporter.
Avant sa transformation, Shinichi adorait être dans la lumière et son orgueil était démesuré. Si les journaux, les médias ou les gens ne parlaient pas de lui, s'il ne recevait aucun courrier de fans et surtout de filles, c'était pour lui gravissime. Il ne pensait qu'à lui, jusqu'à ce que sa mésaventure finisse par lui apprendre l'humilité et le profond besoin d'amis fiables et véritables. Malgré tout, il garde le sens du spectacle, comme sa mère, surtout lorsqu'il élucide un mystère, partant du détail pour arriver au général.
Mais étrangement, malgré sa popularité scolaire et générale, Shinichi a très peu d'amis proches et sincères. A part Ran et Agasa, desquels il se rapproche d'ailleurs davantage au fil du temps. Mais ses problèmes lui apportent aussi de nouvelles rencontres : Heiji, Ai, les Détectives Juniors dans un certain sens. Mais il faut avouer que sa personnalité arrogante et méprisante a éloigné de lui bien ses camarades et des professeurs, et il n'est pas facile de devenir l'ami de Shinichi. Lui-même moque et injurie parfois ses propres alliés, au lieu de leur expliquer calmement la situation ou une décision - surtout avec Ran !
Il a également une tendance naturelle, depuis l'enfance, à rester à distance des autres, tout en ayant du charme. Vermouth et le FBI l'appellent ainsi "Cool guy" pour cette raison. C'est un être bon, héroïque et courageux quand il le faut, mais ne le montre pas extérieurement, préférant tout expliquer par la "déduction calme et posée". Malgré tout, sa nature insensible fait du mal aux autres, et Ran en souffre beaucoup. Il faut attendre l'affaire de Londres pour que Shinichi lui avoue enfin qu'il l'aime, même si, simultanément, il avait une autre enquête en tête et n'était pas loin de lui dire de prendre sur elle et de se calmer...
Shinichi est capable d'avouer ses sentiments...quand on ne le brusque pas ou qu'on ne se moque pas de lui. Devenu Conan, et comprenant l'amour profond que Ran a pour lui, il profita des rares occasions où il retrouva son corps pour essayer d'avouer ses sentiments à Ran - mais à chaque fois, les limites du temps et de l'antidote faisaient échouer ses tentatives. Là aussi, c'est à Londres, ville de son idole Holmes, qu'il confessera ses sentiments à Ran, mais davantage poussé par l'urgence et la profonde tristesse de celle-ci. L'insensibilité de Shinichi va jusqu'aux scènes de crime, auxquelles il a été habitué par son père étant petit. La brutalité, la violence, le meurtre, ne lui font donc pas tellement peur, ni même le feu ou encore les armes. C'est aussi un rationnel, qui ne croit pas au surnaturel, à la magie ou aux créatures mythologiques, préférant toujours découvrir l'explication du phénomène.

## Apparence
Shinichi est un adolescent japonais de taille moyenne-grande, au teint clair et pâle, à l'allure mince quoiqu'athlétique. Il a les yeux bleus et des cheveux courts sombres un peu en bataille. Il ressemble beaucoup à son père. Il semble attirant et très populaire avec les filles - sans doute davantage parce qu'il est détective. Il est généralement représenté avec son uniforme bleu de lycéen, mais il lui arrive aussi de porter un costume lors de ses enquêtes, sinon, il s'habille de manière plutôt simple, correspondant à son âge. Quand Conan se retransforme en Shinichi, il porte à peu près tout ce qui lui passe sous la main, du moment que c'est à sa taille !

## Talents

### Intelligence
Très élevée, accompagnée d'une perspicacité hors pair, d'une grande observation, et des capacités de calcul et de déduction impressionnantes. C'est un garçon très cultivé, qui adore lire depuis sa plus tendre enfance, avec une vaste mémoire. Il adore les mystères et s'intéresse à beaucoup de choses. Tout cela l'aide énormément dans ses enquêtes et lui permet ainsi de résoudre les astuces les plus complexes. Ce faisant, il en est venu à tomber amoureux de Sherlock Holmes, et on l'a souvent assimilé à lui étant donné ses talents en la matière. Surnommé "Le Sherlock Holmes des Temps Modernes" et "Le Grand Détective de l'Est", aucun détail ne lui échappe, et la moindre bizarrerie l'attire inexorablement, jusqu'à ce qu'il la comprenne. Il voit ainsi ce que peu discernent ou tiennent compte. Il a également une grande connaissance de la psychologie humaine et criminelle, comme un sixième sens, qui lui permet aussi de sentir une aura criminelle chez quelqu'un. Il sait prédire les mouvements et les projets des criminels, et user de bluff pour les prendre en flagrant délit. Ses méthodes d'élucidation sont particulières, et il lui arrive de tromper un ennemi pour l'amener à se révéler, à laisser échapper une information, une preuve, un mobile, une confession, voire parfois l'empêcher de tuer ou de se tuer à nouveau. Sa mémoire alliée à sa compréhension générale de la situation fait qu'il ne manque jamais rien dans ses révélations. Peu de personnes égalent ses capacités, sauf Heiji Hattori, Kaito Kuroba, son père Yusaku (qui le dépasse souvent de loin), ainsi que quelques autres tels Shuichi Akai par exemple, ou même le Boss de l'Organisation.

### Langues
Très bon logiquement dans sa langue natale, le japonais, il parle aussi couramment anglais, et connaît quelques rudiments d'allemand et d'italien, ainsi que les "langages de l'amour et du mystère", sans oublier "le langage des filles".On apprend dans les films qu’il parle aussi le russe

### Capacités physiques
Shinichi adore le sport, et surtout le foot, dans lequel il excelle - il aurait presque pu devenir pro dès le collège. Le sport et le foot l'aident en fait à se concentrer et à améliorer ses réflexes et sa coordination, tout comme Holmes le faisait avec le violon. Droitier de la main comme du pied, il a aussi appris à être ambidextre pour aller plus loin. C'est ainsi que le Professeur Agasa, pour l'aider dans sa lutte contre les criminels, lui invente son "arme" favorite : des chaussures fortifiantes qui, shootant dans n'importe quel objet (généralement aussi un ballon de foot automatique sortant de la ceinture spéciale de Conan), décuplent la puissance de tir et peuvent assommer n'importe quel malfrat, même si Conan est rapetissé, et peu importe le physique du malfrat. On remarque aussi un certaine précision au tir, que ce soit aussi lorsqu'il tire ses fléchettes anesthésiantes, ainsi qu'une dextérité particulière et même un calcul parfait de l'angle de tir à distance. Il aime aussi le ski, le snowboard, le patinage, sans oublier le skate - le sien, fonctionnant à l'énergie solaire, peut aller très vite et accomplir des figures incroyables.
Shinichi sait aussi tirer à l'arme à feu, de par les leçons de son père, et n'est pas moins doué en la matière, sa précision pouvant être incroyable - précision qu'on retrouve donc dans les fléchettes anesthésiantes ou d'autres armes encore.
Il fait aussi preuve d'une certaine agilité et d'une force incroyable parfois, capable d'acrobaties impressionnantes. Il est aussi capable d'éviter, fait rare pour beaucoup, les enchaînements de karaté de Ran, quoiqu'il ne soit pas aussi fort qu'elle. Il semble aussi connaître quelques techniques d'auto-défense et de lutte anti-criminelle.

### Musique
Shinichi est très mauvais en chant et n'a aucune oreille musicale ; mais curieusement, il peut identifier des notes de manière très précise, même dans des contextes difficiles, ne serait-ce que des tonalités de touches de portables. Il peut également reproduire et chanter des tonalités téléphoniques, démontrant ainsi qu'il ne sait pas chanter d'une manière générale tout simplement parce qu'il n'a pas l'oreille relative. Il lui arrive aussi, comme Holmes, de jouer du violon, et Ran elle-même dit qu'il a une façon étrange de jouer...

### Autres capacités
Une intuition aiguisée, qui lui permet de savoir si on l'observe et si quelqu'un cache quelque chose. Il sait désamorcer certaines bombes. Il sait aussi administrer les premiers soins et sauver des personnes gravement blessées ou sur le point de mourir, démontrant là aussi d'excellentes compétences médicales. Il sait aussi lire sur les lèvres. Ayant hérité du talent d'actrice de sa mère, il est très doué dans ce domaine, ce qui l'aide beaucoup pour se faire passer pour Conan voire d'autres personnes - notamment lors des résolutions d'enquêtes. Il est cependant moins doué pour masquer son accent ou son dialecte. Il semble aussi en savoir un rayon sur la programmation et même le piratage informatique - quoique pas autant que Ai, lui demandant ainsi régulièrement son aide, surtout dans leur lutte commune contre l'Organisation. Il est aussi quelque peu capable de piloter un hélicoptère et de conduire une voiture.

## Conan
Shinichi est considéré comme un personnage distinct du manga étant donné qu'il apparaît généralement en tant que Conan Edogawa mais en prenant de l'alcool ou des prototypes d'antidote d' Ai Haibara , il a pu  revenir à sa taille normale à plusieurs reprises .
Arc Conan Edogawa
Shinichi apparaît pour la première fois au milieu d'une affaire où un meurtre a été commis lors d'une fête dans un hôtel particulier où l'un des invités, le président Yamazaki de la banque Yatsubishi, a été assassiné par une balle reçue dans le cœur. La police enquêtait sur ce meurtre mais n'a déchiffré aucune preuve.Shinichi a déclaré qu'il avait découvert qui était le meurtrier et concluait que le meurtrier ne pouvait être que quelqu'un qui connaissait le manoir. très bien et finit par pointer du doigt le propriétaire. Ce dernier, en fauteuil roulant, se moque alors en affirmant qu'il ne pouvait pas de commettre un tel crime. Shinichi attrape alors un globe et le lance vers le propriétaire qui saute immédiatement de sa chaise pour l'éviter.Tous le monde était tous sous le choc. Shinichi dit alors qu'il est guéri depuis un certain temps maintenant, comme le rapporte son médecin, ce que Megure confirme. Le propriétaire tente de fuir mais heureusement Shinichi l'arrête avec ses talents de footballeur. Plus tard, Megure remercie Shinichi pour son aide. Le jeune garçon dit à Megure de l'appeler au cas une enquête difficile se présenterait.
Quand Heiji Hattori, un détective lycéen d'Osaka arrive à l'agence de détective Mouri à la recherche de Shinichi afin de déterminer lequel d'entre eux est le meilleur détective. Il offre un verre de baijiu à Conan malade . Étrangement la combinaison d'un rhume et l'alcool que Heiji lui avait apporté a permis à Conan de redevenir  Shinichi. Malheureusement, après une dose , le corps de Shinichi a développé une immunité contre l’alcool et ne peut pas recommencer la transformation.
Arc Ai Haibara 
Shinichi retourne dans son corps initial avec un antidote fabriqué par Ai afin d'effacer les soupçons de Ran en lui faisant croire que Shinichi et Conan sont deux personnes séparées après avoir appris que Ran était certain de son identité après lui avoir fait un don de sang lorsqu'il a reçu une balle au ventre. Il se révèle comme le chevalier dans la pièce de théâtre de l'école.
Arc Bourbon
Shinichi revient au corps d'origine après avoir pris un antidote à l'APTX 4869 qui lui a été donné par erreur  par Agasa alors qu'il enquêtait sur une affaire précédente qui a résolu le cas où la personne impliquée dans l'affaire a affirmé avoir fait une erreur dans la déduction.
Lors de l'affaire de Londres, Shinichi prend un antidote d'Ai Haibara pour prendre un vol de Tokyo vers Londres et un autre pour le retour car Conan Edogawa n'a pas de passeport et ne peut pas voyager à l'étranger. Quand Ran appelle Shinichi pour lui demander conseil sur les énigmes. Conan, raconte à Ran la première énigme "Une cloche qui roule me monte", fait référence à Big Ben, et qui a amené Ran à croire que Shinichi était à Londres .Conan et Agasa la fuient .Le garçon était coincé dans une cabine téléphonique et n'avait pas le choix de prendre l'antidote pour le voyage de retour. Ran avoue sa douleur d'aimer Shinichi, croyant qu'il est indifférent à ses sentiments et s'enfuit alors que Shinichi la poursuit.
Lorsque Shinichi la rattrape finalement et répond aux sentiments blessés de Ran à cause de son comportement en lui avouant qu'il tient à elle et qu'il l'aime, ce qui l'a surprise.
Arc Rhum
Shinichi revient à sa forme originale pour participer à un voyage scolaire à Kyoto avec Ran et leurs amis. Après avoir réussi à convaincre Haibara de lui donner la série d'antidotes. Chaque fois que Conan prend un antidote, il doit attendre 8 heures après le rétrécissement du dos avant d'en prendre un autre.
Après avoir résolu l'affaire du Tengu .Ran a embrassé Shinichi en guise de réponse pour sa déclaration d'amour à Londres.Le garçon voulut lui remettre mais malheureusement les effets de l'antidote s'estompaient et faisaient échouer sa déclaration.
Il apparaît également dans de nombreux flashbacks comme lors d'un voyage qu'il a fait avec Ran avant son rajeunissement, l'affaire du fantôme de l'école de Teitan,l'affaire de l'aquarium et la rencontre avec la famille Akai à la plage.

## Non-Conan
Shinichi apparaît dans le film 7 où il sauve Kazuha mais malheureusement il était trop faible et malade car les effets de l'antidote et du Baïkal étaient trop limités pour son corps.
Dans l'OAV 9. Conan est malade et se rend chez le professeur Agasa pour prendre un antidote.Il redevient Shinichi mais il se retrouve dans un rêve qui le ramène 10 ans plus tard .

## Analyse des relations
Ran Mouri
Amie d'enfance et amoureuse. Shinichi et elle se connaissent depuis la maternelle. À la suite de son rajeunissement, il était obligé de la tromper pour la protéger des hommes en noir.
Dans son corps d'enfant, il éprouve des fantasmes sexuels.(il imagine Ran nue poser sur lui ) Les preuves les plus évidentes sont les saignements du nez et les rougissements.
Malgré cela il l'aime vraiment et est extrêmement protecteur envers elle qu'il soit sous son apparence normale ou sous sa forme rétrécie .
Kogoro Mouri
Ils sont détectives, mais l'excellence de Shinichi ,le pousse  à s'énerver contre lui et à éprouver une jalousie, étant donné qu'il lui vole ses clients. Il refuse systématiquement que sa fille finisse avec Shinichi,car il ne croit pas dans les histoires d'amours avec les amis d'enfance.
Professeur Agasa 
Ami et voisin.Shinichi le considère comme un oncle.Comme la situation est difficile , il lui fabrique des gadgets pour qu'il puisse résoudre des cas discrètement.Il ne peut pas le faire en public car la police ne croirait pas ses théories dans son corps d'enfant et pour protéger son identité aussi.
Yukiko et Yusaku Kudo
Les parents de Shinichi.Ils ont tendance à le taquiner surtout sur sa relation avec Ran .Il trouve ses parents ennuyeux.Mais en même temps ils s'inquiètent pour lui
Sonoko Suzuki
Amie d'enfance et meilleure amie de Ran. Elle adore le taquiner et Ran aussi mais trouve son travail de détective ennuyeux.
Heiji Hattori
Rival et meilleur ami.Il enquête régulièrement avec lui et protège son identité.
Inspecteur Megure
Lui et Shinichi ont travaillé ensemble pendant des cas . Megure respecte les capacités de Shinichi .
Gin et Vodka
Il éprouve une haine à Gin et Vodka.Sans doute parce qu'ils l'ont fait rajeunir mais ne savent pas qu'il interfèrent dans leurs plans .
Ai Haibara
Victime elle aussi de l'Aptx 4869.
Conan fait tout pour la protéger de l'organisation et compte sur elle pour trouver un antidote à l'Aptx.
Elle lui arrive souvent de le taquiner et de le ridiculiser mais resteront très proches.

## Qui connait l'identité de Shinichi/Conan?
L'identité de Shinichi/Conan est le pivot central de la série. A ce jour, plusieurs personnages, gentils ou méchants, ont fini par découvrir ou ont été mis au courant de son identité, parfois même sans en savoir les causes réelles. Tous la tiennent secrète...pour le moment.

### Ceux qui savent
Hiroshi Agasa : Le voisin et vieil ami de la famille Kudo est le premier à être averti, quelque temps à peine après que Shinichi ait rapetissé pour la première fois. Le scientifique avait eu du mal à croire cela au début, mais voyant que les capacités de déduction inimitables de Shinichi étaient intactes dans le cerveau de cet enfant, il le crut.
Yusaku Kudo : Le père de Shinichi, célèbre auteur de polars, croit sur parole le Professeur Agasa quand il apprend de l'étranger que son fils a rapetissé. Ses liens avec Interpol pourront peut-être aider Shinichi à mettre la main sur l'Organisation.
Yukiko Kudo : La mère de Shinichi, actrice émérite, croit elle aussi sur parole le récit des faits. Ses talents de "déguiseuse" ont plus d'une fois aidé son fils à se sortir de situations bien périlleuses.
Heiji Hattori : Détective lycéen originaire d'Osaka, rival et meilleur ami de Shinichi, il découvre le pot aux roses en bernant le détective : alors que ce dernier avait anesthésié Heiji lors d'une affaire pour le show de déduction habituel, Heiji s'était réveillé plus tôt mais avait feint de continuer à dormir pour écouter ce que Conan disait dans son dos. Après la résolution, il prend le garçon à partie et lui demande d'avouer qui il est : de peur de devoir tout raconter à Ran, Shinichi accepte finalement de tout dire et Heiji le croit.
Ai Haibara : Sherry, la scientifique de l'Organisation, dite Shiho Miyano, est la créatrice de l'APTX 4869, qui a fait rétrécir Shinichi. Elle s'en est rendu compte elle-même en ingurgitant le médicament lorsqu'elle s'était fait enfermer dans une cave pour sédition. Rapetissée elle aussi, elle s'enfuit de la cave par un conduit et trahit l'Organisation qui a tué sa sœur Akemi. Elle rejoint alors Conan, son seul espoir, et révèle qu'elle l'a déclaré mort auprès de l'administration de l'Organisation, quand bien même elle savait que Shinichi ne l'était pas. Elle sait donc qui est celui qu'elle fréquente tous les jours à l'école, et est devenue son amie. Elle aide comme elle peut Shinichi, notamment en fabriquant des antidotes - très souvent temporaires - aux effets de la drogue.
Eisuke Hondo : Le frère de Hidemi Hondo, dite Rena Mizunashi, c'est-à-dire Kir, membre de l'Organisation mais espionne de la CIA. Alors qu'il s'était rapproché de Ran et de Kogoro pour en savoir plus sur sa sœur, il avait fini par découvrir que Conan endormait Kogoro en douce pour le faire parler dans ses shows de déduction, et il en avait déduit, sans même savoir quoi que ce soit au sujet de l'APTX, que Conan était le fameux Shinichi dont Ran parlait tout le temps. Quand bien même il est amoureux de Ran et que sa sœur risque sa vie au sein de l'Organisation, il décide de garder le secret tout en voyageant aux Etats-Unis pour rejoindre la CIA.
Vermouth : A l'heure actuelle, la seule membre de l'Organisation à être au courant du rapetissement de Shinichi et de Shiho. Vermouth l'a déduit vraisemblablement parce qu'elle semble avoir elle-même subi les effets de l'APTX sur elle, bien que cela ne soit affirmé que par les hypothèses de Jodie et de Yukiko au sujet du non-vieillissement de Vermouth en vingt ans. On pense que Vermouth aurait pris un médicament similaire à l'APTX, mais qu'elle aurait cessé de vieillir, expliquant pourquoi elle sait ce qui est réellement arrivé à Shinichi et à Sherry. Bien qu'elle puisse aisément les dénoncer à l'Organisation et signer leur arrêt de mort, Vermouth choisit de ne rien dire pour l'instant. Cela tient au fait que Shinichi et Ran l'ont sauvée à New York il y a quelque temps, alors que, déguisée en tueur à gages, elle fuyait Shuichi Akai et avait failli chuter d'un parapet cassé, si la vigilance et le bon cœur de Ran et de Shinichi n'avaient pas poussé ces derniers à lui venir en aide, quand bien même elle menaçait de les tuer tous les deux pour faire taire les témoins. Depuis, elle refuse de toucher à ses "anges" et même à qui que ce soit qui leur soit cher, même Sherry, qu'elle déteste pour d'obscures raisons, même si cela nuit à l'Organisation.
Kid : Le célèbre magicien-voleur n'a pas dévoilé quoi que ce soit dans le manga au sujet de sa connaissance ou non de la véritable identité de Shinichi/Conan, qui le pourchasse sans relâche. Pourtant, dans le Film 3, Kid déclare qu'il sait sur son rapetissement, même sans savoir quoi que ce soit sur l'APTX, simplement en étudiant le comportement de Conan avec Ran, et certaines similarités entre le petit garçon et le jeune détective. Kid non plus, bien que ce ne soit pas dans son intérêt, n'a pas révélé à qui que ce soit cette identité.

### Ceux qui doutent mais n'ont pas confirmé
Ran Mouri : L'amie d'enfance et désormais petite amie de Shinichi n'a cessé d'avoir des doutes plus ou moins forts au sujet de l'identité ou, du moins, des liens entre Conan et Shinichi. A un moment de la série, elle ôte même violemment les lunettes de Conan, lui décochant que Shinichi aurait très bien pu rapetisser à cause d'une expérience ratée du Professeur Agasa... Depuis, ses doutes semblent s'être estompés. Cependant, elle observe de plus en plus, à chaque affaire, les capacités exceptionnelles de Conan ainsi que ses lapsus fréquents laissant à penser qu'il n'est pas qu'un simple petit garçon. Très récemment, Ran répète à plusieurs reprises à Conan : "Tu es Conan, n'est-ce pas ?", comme si elle savait sans savoir. Elle avoue même à Masumi avoir plusieurs fois pensé que Conan et Shinichi ne faisaient qu'un, mais qu'après tout, la magie, ça n'existait pas.
Shuichi Akai : L'agent du FBI le plus recherché par l'Organisation. A force d'enquêter sur les Mouri et de fréquenter leur entourage, et à force d'étudier Conan et Ai, l'un étant remarquablement intelligent et l'autre ressemblant beaucoup à son ex-belle-sœur, il a fini par découvrir malgré lui qu'ils avaient rapetissé. Peut-être sait-il que c'est à cause de l'APTX, puisque c'est un ancien de l'Organisation. Pour l'instant, Akai ne dit rien et attend que Conan se confie à lui. Akai a aussi rencontré Shinichi il y a 10 ans à la plage, donc il est possible qu'il ait fait le lien au niveau de la ressemblance physique et intellectuelle entre Shinichi jeune et Conan.
Masumi Sera : La sœur d'Akai. Elle aussi a rencontré Shinichi à la plage il y a 10 ans, mais on ne sait pas d'où elle vient exactement et ce qui l'a poussé à se rapprocher de Conan. Récemment, elle a déduit les choses presque de la même manière que son grand frère, et a découvert que Shinichi pouvait être Conan rapetissé. D'autant qu'il est désormais clair que sa mère, Mary, a elle aussi rapetissé, très probablement à cause de l'APTX.
Hyoue Kuroda : Le nouveau préfet de police de Tokyo. Son passé et son apparence sont énigmatiques, mais dès qu'il a découvert l'existence de Conan, il s'est immédiatement intéressé à lui, et a déclaré ouvertement qu'il était "le puits de sagesse de Kogoro l'Endormi". On ne sait par quel moyen Kuroda aurait découvert l'identité de Conan, et si c'est vraiment le cas, ou simplement du bluff. On sait cependant qu'il est en lien avec Amuro/Furuya qu'il appelle "Bourbon". On sait aussi, d'après le Film 22, qu'il est un haut gradé de la Division 0 de la police secrète japonaise, réputée pour savoir tout sur tout le monde.
Rei Furuya : Sous le patronyme Tooru Amuro, Rei infiltre l'Organisation sous le nom de code Bourbon, pour le compte des services secrets japonais. C'est un détective de renom, qui a réussi à démasquer Sherry (non pas sous sa forme enfant) et Akai, mais il ne s'est que tardivement intéressé à Conan. Il le soupçonne pour l'instant d'être soit lié à Shinichi Kudo, soit extrêmement intelligent. Mais dans les deux cas, il a un doute, et est tiraillé par le fait qu'il ne peut livrer à l'Organisation un innocent, qui plus est victime du groupe.
Le Boss : Le boss de l'Organisation est encore inconnu à ce jour, mais puisqu'il a chargé Rum de demander à Bourbon d'enquêter sur le jeune détective, cela veut dire qu'il a de sérieux doutes sur la "mort" de Shinichi sous l'effet de l'APTX, comme indiqué dans le rapport par Sherry.
Rum : Le second de l'Organisation et bras droit du Boss. Ayant vu les vidéos de Shinichi à Kyoto circulant sur les chaînes de télévision et les réseaux sociaux, il a eu un doute - ou son chef a eu un doute - concernant la mort réelle de Shinichi, et il demande donc à l'enquêteur phare de l'Organisation, Bourbon, de se renseigner à ce sujet.
Mary Sera : La mère de Shuichi et Masumi. Etant donné qu'elle était adulte et mère de famille il y a 10 ans, quand elle a rencontré Shinichi à la plage, et qu'elle est désormais rapetissée, on peut penser que Mary sait les effets de l'APTX et sait qui est véritablement Conan. Toutefois, ses motivations concernant Conan/Shinichi sont obscures. Elle sait en outre que Conan dispose de toute une panoplie de gadgets pour tenir son identité secrète. Mary est la troisième personne de la série à avoir officiellement rapetissé. La différence d'avec Shinichi et Ai, c'est qu'on ne sait pas si cela est récent ou non, et que les effets sur Mary sont étranges : elle n'a pas rapetissé à la taille d'un enfant mais plutôt d'une pré-adolescente, et elle semble souffrir d'une fièvre maladive qui y est peut-être liée. Mary, cependant, comme Masumi, choisit la prudence par rapport à Shinichi, car elle semble ne pas se fier à lui pour l'instant. Cela dit, elle n'a apparemment pas de liens non plus avec l'Organisation, qui pourraient la pousser à dénoncer Conan.
Rumi Wakasa : La nouvelle aide-institutrice de Conan. Elle s'intéresse beaucoup à ce dernier et semble vouloir tester ses capacités de déduction, de manière plutôt sinistre. Elle a également été vue en possession d'une liste des victimes de l'APTX, sur laquelle elle a souligné le nom de Shinichi. Elle s'intéresse aussi à la récente médiatisation fortuite de Shinichi, et semble liée à l'affaire Haneda, dans laquelle trempe également l'Organisation.
Kanenori Wakita : Le nouveau chef sushi du restaurant jouxtant l'Agence Mouri. Il semble particulièrement intéressé par Conan, mais surtout par Kogoro. Il a récemment manifesté un grand intérêt pour la vidéo de film de Shinichi à Kyoto.

### Ceux qui voient les capacités exceptionnelles de Conan
Kogoro Mouri : "L'Endormi" a toujours constaté que Conan avait des réflexions souvent intéressantes, qui le gênaient plus qu'elles ne le faisaient se questionner. Il a trouvé comme tout le monde que Conan avait l'air bien intelligent pour son âge.
Ayumi Yoshida : L'une des "Détectives Juniors" de l'école de Conan. Comme ses amis, elle reconnaît la grande intelligence de Conan et a souvent recours à lui dans les difficultés, comme pour un adulte.
Mitsuhiko Tsuburaya : Idem.
Genta Kojima : Idem.
Eri Kisaki : L'ex-femme de Kogoro, brillante avocate, a souvent remarqué les capacités de déduction exceptionnelles de Conan et l'a laissé s'exprimer à maintes reprises. Cependant, elle refuse encore et toujours qu'un enfant soit sur une scène de crime ou même en discute.
Tomoaki Araide : Le docteur Araide, même avant d'être personnifié par Vermouth, remarquait déjà la grande et vive intelligence de Conan. Il l'a encore remarquée après, allant même jusqu'à écouter attentivement Conan, parfois même plus que les policiers eux-mêmes.
Sakurako Yonehara : Aide-ménagère. L'un des rares personnages "de tiroir" qui ait ouvertement déclaré à Conan qu'il était bien trop intelligent pour être un simple enfant. Le fait que Yonehara soit revenue à plusieurs reprises dans la série laisse penser qu'elle pourrait finir par pousser plus loin ses déductions.
Juzo Megure : Le commissaire de police division criminelle de Tokyo. Au début réticent à l'idée qu'un enfant traîne partout sur les lieux d'un crime, il finit quand même par accorder un peu d'importance aux dires de Conan, et ne les remet pas souvent en cause.
Miwako Sato : L'inspectrice a bien remarqué que Conan était hors-normes, et n'hésite pas parfois à s'adresser directement à lui ou à le laisser parler longuement, voire à suivre ses directives, ce qui est rare parmi le monde policier de la série.
Insp. Yuminaga : L'inspecteur laisse sans problème parler Conan depuis qu'il l'a vu à l'oeuvre deux ou trois fois. Le soutien de son supérieur Kuroda à ce sujet le renforce dans cette idée.
Kansuke Yamato : Bien que d'apparence bourrue, l'inspecteur Yamato est très intelligent, et reconnaît celle des autres, et n'a pas hésité plusieurs fois à mêler Conan à ses confrontations des meurtriers ou même aux pièges qu'il leur tendait.
Yui Uehara : L'inspectrice Uehara pense la même chose que Yamato. Elle apprécie aussi quand Conan se mêle aux enquêtes, en témoigne l'intérêt qu'elle et ses collègues ont davantage pour Conan que pour Kogoro dans les affaires.
Taka'aki Morofushi : Même chose que pour ses collègues. Morofushi est tout aussi supérieurement intelligent, et n'hésite pas à écouter les conseils de Conan.
Sango Yokomizo : L'inspecteur Yokomizo compte beaucoup sur Conan dans ses enquêtes, surtout avec les Détectives Juniors, ce qui lui vaut souvent les réprimandes de son frère Jugo.
Fumimaro Ayanokoji : L'inspecteur Ayanokoji a vu Shinichi à l'oeuvre dans le Film 5 (il ne sait pas que Conan est Shinichi), à Kyoto, et il n'a donc aucun problème à le laisser, même seul, sur une scène de crime.
Jodie Starling : L'agente du FBI Jodie a très vite remarque le potentiel du "Cool Kid", mais n'a jamais fait le lien avec celui du "Cool Guy" qu'est Shinichi. Même en étudiant les photos de Vermouth quand elle la traquait, elle n'a jamais fait le rapprochement, et n'a toujours considéré Conan que comme un simple enfant surdoué que le FBI pouvait se permettre d'emmener sur ses enquêtes, même celles concernant l'Organisation, à laquelle ils savent que Conan est lié, mais sans en savoir plus.
James Black : Idem que pour Jodie, d'autant que James a en plus la responsabilité d'être le chef du trio. Il semblerait que James connaisse Mary mais ce n'est pas avéré pour l'heure. Si c'était le cas, alors James saurait probablement pour l'identité réelle de Conan.
Andre Camel : Idem.
Hidemi Hondo : Dite Kir, membre de l'Organisation, travaillant comme présentatrice sous le nom d'emprunt Rena Mizunashi. Hidemi, en tant qu'espionne de la CIA, avait, tout comme son frère, très vite détecté les capacités surnaturelles de Conan, mais n'a pas, pour l'heure, fait état de ses potentielles découvertes.
Saguru Hakuba : Le détective gentleman que Conan a rencontré sur plusieurs affaires, et qui est le pire ennemi de Kid, a lui aussi trouvé dignes d'intérêt les capacités de Conan, et est prêt à croire sans problèmes ses paroles, et même à le mêler à des intrigues criminelles.

## Gadgets
Conan utilise beaucoup de gadgets inventés par le professeur Agasa pour l'aider à résoudre les affaires criminelles discrètement. Le gadget qu'il utilise le plus est le nœud papillon modulateur de voix qu'il utilise pour imiter la voix de Kogoro Mouri. Il possède également une montre à fléchettes anesthésiante, qu'il utilise souvent sur Kogoro pour ensuite prendre sa voix. Il a également un skateboard à turbo moteur qui marche grâce à l'énergie solaire et une paire de chaussures décuplant la force physique. Pour communiquer avec le groupe d'enfants qui traîne avec lui il utilise un récepteur émetteur "Detective Boys". Il utilise aussi souvent dans ses enquêtes une carte interactive cachée dans ses lunettes, un fax caché dans sa boîte à sushi, un micro émetteur connecté à ses lunettes radar et une boucle d’oreille téléphone. Sans oublier les bretelles élastiques capables de porter de lourdes charges, des badges de Détectives Junior connectés entre eux, une montre-lampe puissante, et même un snowboard à turbo-moteur (film, 15).